# Kanton Aurillac-3
Der Kanton Aurillac-3  ist ein französischer Wahlkreis im Département Cantal und in der Region Auvergne-Rhône-Alpes. Er umfasst einen Teilbereich der Stadt Aurillac im Arrondissement Aurillac.

## Geschichte
Der Kanton wurde am 23. Juli 1973 geschaffen als einer von vier Kantonen, die auf dem Gebiet von Aurillac und seinem Umland die Kantone Aurillac-Nord und Aurillac-Sud ersetzten. Neben einem Teil von Aurillac umfasste er die Gemeinden Arpajon-sur-Cère, Labrousse, Prunet, Vézac und Vezels-Roussy. Im Jahr 1982 wurden diese Gemeinden dem neu gegründeten Kanton Arpajon-sur-Cère zugeschlagen, und Aurillac-3 beschränkt sich seitdem auf das Stadtgebiet von Aurillac. Bei der landesweiten Neuordnung der französischen Kantone im März 2015 erhielt er nochmals einen anderen Zuschnitt. Außerdem änderte sich sein INSEE-Code von 1524 auf 1503.

## Geografie
Der Kanton grenzt im Norden und Osten an den Kanton Aurillac-2, im Süden an den Kanton Arpajon-sur-Cère und im Westen an den Kanton Aurillac-1.

## Politik
| Vertreter im Departementrat | Vertreter im Departementrat   | Vertreter im Departementrat |
| Amtszeit                    | Namen                         | Partei                      |
| --------------------------- | ----------------------------- | --------------------------- |
| 2015–                       | Alain Calmette Josiane Costes | UG                          |